# Illja Tyrtyšnyk
Illja Vjačeslavovyč Tyrtyšnyk (in ucraino Ілля Вячеславович Тиртишник?; Kiev, 7 settembre 1998) è un cestista ucraino.
È anche noto in occidente come Ilya Tyrtyshnik.
Figlio dell'olimpionico di atletica Viacheslav.

## Carriera
Dopo aver debuttato a 16 anni con il BK Kyiv, Ilya esce dall'Ucraina per militare una stagione in Repubblica Ceca con il GBA Praha per poi trasferirsi negli Stati Uniti impegnandosi con University of Mississippi, North Platte Community College, St. Cloud State University.
Nel 2021 torna in Patria e viene nominato capitano del Kyiv-Basket con cui disputa la Ukrajina Super-Liha e FIBA Europe Cup. A seguito dell'Invasione russa dell'Ucraina del 2022 si rifugia con la famiglia in Svizzera trovando un contratto con la SAM Massagno.

## Palmarès
- Campionato ucraino: 1

Budivelnyk Kiev: 2022-23